# Filles de Notre-Dame du Sacré-Cœur
Ne doit pas être confondu avec Sœurs de Notre Dame du Sacré Cœur.
Les Filles de Notre-Dame du Sacré-Cœur (en latin : Filiae Dominae Nostrae a Sacro Corde) sont une congrégation religieuse féminine enseignante et hospitalière de droit pontifical.

## Histoire
En 1874, la comtesse Félicité Pirinolli, originaire de Turin vient en pèlerinage à la basilique Notre-Dame du Sacré-Cœur d'Issoudun. Elle se met à la disposition du Père Jules Chevalier (1824-1907) pour former une congrégation religieuse. Mise au courant du projet, plusieurs Sœurs du Saint Nom de Jésus de Paris, très dévotes à Notre-Dame du Sacré-Cœur, désirent venir à Issoudun pour commencer l'œuvre.
Le 30 août 1874, elles sont treize à s'installer dans une maison proche du sanctuaire mais elles retournent, peu de temps après à Paris, à l'exception de quatre qui refusent de les suivre. Félicité Pirinolli, est choisie comme supérieure. L'expulsion des missionnaires du Sacré-Cœur de Jésus et la fermeture de la basilique mise sous scellés le 5 novembre 1880effraie Félicité Pirinolli qui retourne à Turin. Les autres religieuses restent à Issoudun.
En 1882, le Père Chevalier en confie la direction à Mère Marie-Louise Hartzer (1837-1908), une veuve dont les deux fils sont devenus missionnaires du Sacré-Cœur. Elle devient la première supérieure générale et la cofondatrice de la congrégation. Les constitutions des missionnaires du Sacré-Cœur, approuvées par le Saint-Siège, servent de base pour rédiger celles des sœurs.
Le 25 mars 1881, le pape Léon XIII confie les vicariats apostoliques de Mélanésie et Micronésie (aujourd'hui archidiocèse de Port Moresby et archidiocèse de Rabaul) aux missionnaires du Sacré-Cœur.
En 1883, Louis-André Navarre, missionnaire en Océanie, envoie une lettre à Marie-Louise Hartzer dans laquelle il demande des sœurs pour les missions dont il a la charge. Le 9 septembre 1884, le Père Chevalier et Jean-Joseph Marchal, archevêque de Bourges président la profession religieuse de Marie-Louise Hartzer et de quatre sœurs. Le 17 octobre suivant, les cinq premières religieuses (quatre françaises et une irlandaise) partent pour les missions d'Océanie et arrivent à Sydney le 31 janvier 1885. Francis Patrick Moran, archevêque de Sydney, leur confie une école à Botany Bay, qui est alors peuplée par quelques familles, irlandaises pour la plupart. Il nomme supérieure Sœur Marie-Xavier car elle est irlandaise et parle anglais. Cette étape à Botany Bay permet aux religieuses de se préparer aux missions, d'apprendre l'anglais et de créer un pied-à-terre pour les futures missionnaires. Elles font construire un couvent en bois où elles emménagent le 16 avril 1885. Le Père Navarre fait construire un petit couvent près de l'église sur l'île Thursday puis fait venir trois sœurs. Elles arrivent sur l'île le 14 janvier 1886 et ouvrent une école et fondent ensuite un hôpital.
Un nouveau groupe de quatre sœurs arrivent d'Issoudun fin novembre 1886 à Botany Bay. L'année suivante, quatre religieuses partent pour l'île Yule puis à l'intérieur des terres de la Nouvelle-Guinée (Inawi et Beipaa). C'est le début des missions d'Océanie. Elles s'implantent en 1891 en Nouvelle-Bretagne (à l'époque Nouvelle-Poméranie car sous contrôle de l'Empire allemand) et aux Îles Gilbert (1895). Par crainte des futurs expulsions des religieuses, Marie-Louise Hartzer fonde une maison à Thuin en Belgique le 9 avril 1902 puis à Tongre-Notre-Dame, pour servir les malades et les pèlerins de la basilique Notre-Dame de Tongre. En 1920, c'est l'ouverture vers l'Amérique avec une fondation au Brésil. La première mission en Afrique se fait en République démocratique du Congo en 1925 ; c'est ensuite le Cameroun (1948) le Sénégal (1955) et le Burkina-Faso (1990). En Asie, c'est une fondation au Japon en 1995.
L'institut obtient le décret de louange le 23 juillet 1908 et ses constitutions sont définitivement approuvées par le Saint-Siège le 4 avril 1928.

## Activités et diffusion
Les Filles de Notre-Dame du Sacré-Cœur se consacrent à l'enseignement et au soin des malades.
Elles sont présentes en: 
- Europe : France, Belgique, Irlande, Italie, Pays-Bas, Royaume-Uni, Slovaquie.
- Amérique : Brésil, États-Unis, Venezuela.
- Afrique : Afrique du Sud, Angola, Burkina Faso, Cameroun, République démocratique du Congo, Sénégal, Soudan du Sud.
- Asie : Indonésie, Japon, Philippines, Vietnam.
- Océanie : Australie, Fidji, Îles Marshall, Kiribati, Nauru, Papouasie-Nouvelle-Guinée.

La maison généralice est à Rome.
En 2017, la congrégation comptait 1047 sœurs dans 176 maisons.